# Gambia Investment and Export Promotion Agency

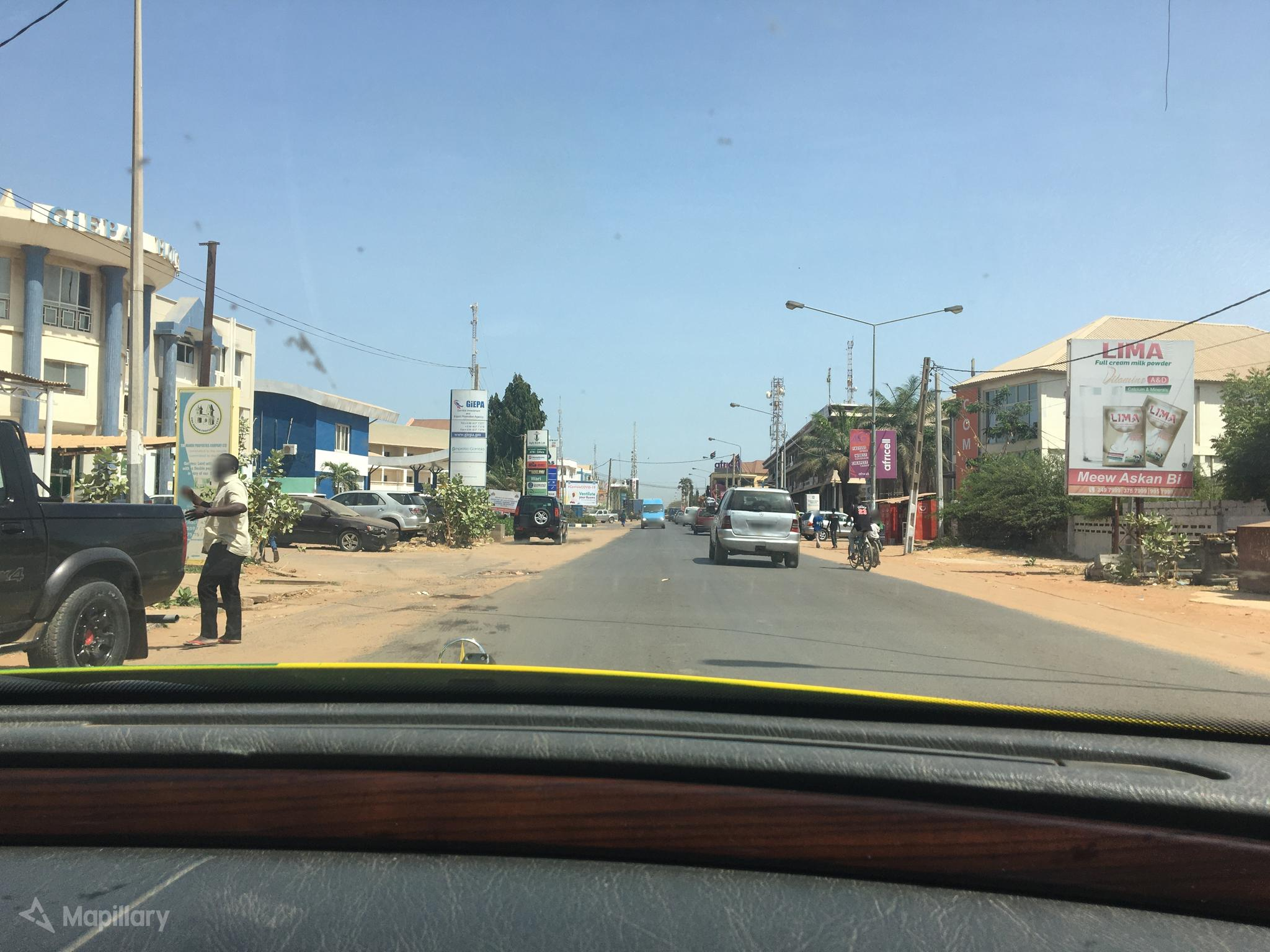
Auf der linken Straßenseite das Gebäude der Gambia Investment and Export Promotion Agency (GIEPA) an der Kairaba Avenue

Die Gambia Investment and Export Promotion Agency (GIEPA) ist eine gambische Behörde, die das Ziel verfolgt, ausländische Direktinvestitionen in Gambia zu fördern.
Primäres Ziel der Agentur ist die Steigerung ausländischer Direktinvestitionen. Dies soll durch Bewerbung des Standortes Gambia sowie Förderung und Unterstützung von Unternehmen geschehen. Zudem sollen gambische Exporte erleichtert werden. Die Agentur soll erste Anlaufstelle bei geplanten Investitionsvorhaben sein.
Die Behörde hat ihren Sitz in der Kairaba Avenue in Serekunda. GIEPA ist Mitglied der World Association of Investment Promotion Agencies (WAIPA).

## Geschichte
Vorläufer von GIEPA war die zuvor aufgelöste Behörde Gambia Investment Promotion and Free Zones Agency (GIPFZA). Diese wurde 2001 vom Parlament mit dem The Gambia Investment Promotion Act und dem The Gambia Free Zones Act ins Leben gerufen und hatte eine ähnliche Zielsetzung wie später GIEPA.
Aufgrund eines Parlamentsbeschlusses im April 2010 wurde GIEPA mit Wirkung zum 1. Juli 2010 gegründet. Aus finanziellen Gründen konnte GIEPA aber erst im März 2011 die Arbeit aufnehmen.

## Leitung
Ähnlich wie zuvor GIPFZA verfügt GIEPA über ein neunköpfiges Board of Directors, das sich aus vier privatwirtschaftlichen Vertretern, vier Vertretern des Handelsministeriums, des Finanzministeriums, des Bildungsministeriums sowie des Präsidialamts von Amts wegen, sowie dem Chief Executive Officer von GIEPA.

### CEOs
GIPFZA:
- 2001 bis mind. Oktober 2003, Anfang 2005 geschäftsführend: Yaya Pito Kassama[8][9]
- mind. März 2005 bis mind. Februar 2007: Kebba S. Touray[10][11]
- mind. Mai 2008 bis ca. Januar 2010: Kebba T. Njie[12][13]
- ab ca. Januar 2010: Yaya Pito Kassama[13]

GIEPA:
- Juli 2010 bis mind. August 2016: Fatou Mbenga Jallow[14][15][16]
- mind. Juli 2017 bis mind. März 2018: Assan Faal[17][18]
- ab ca. Oktober/November 2018 bis Juli 2020: Hassan Jallow (Assan Jallow[19])[20][21]
- ab September 2020: Ousainou Senghore[22]

### Vorsitzende des Board of Directors
GIPFZA:
- 2000 bis 2003: Abdoulie Touray[23]

GIEPA:
- 2010 bis mind. April 2015: Fatou Sinyan Mergan[24][25][26]
- mind. August 2017 bis mind. November 2018: Yankuba Dibba[27][28]